# Słońce nad horyzontem
Słońce nad horyzontem (ang. The Hanging Sun) – włosko-brytyjski thriller z 2022 roku w reżyserii Francesco Carrozziniego, zrealizowany na podstawie powieści Więcej krwi autorstwa Jo Nesbø. Obraz pokazany został premierowo 10 września 2022 roku na zamknięcie 79. MFF w Wenecji.

## Obsada
- Alessandro Borghi jako John
- Jessica Brown Findlay jako Lea
- Sam Spruell jako Aaron i Nicolas
- Frederick Schmidt jako Michael
- Raphael Vicas jako Caleb
- Peter Mullan jako tato
- Charles Dance jako Jacob
- Salóme Gunnarsdóttir jako Anita[2]

## Produkcja
Zdjęcia do filmu kręcono w zachodniej Norwegii (Ålesund, Fosnavåg, Herøy i Sunnmøre w okręgu Møre og Romsdal).